# Papyruszuil

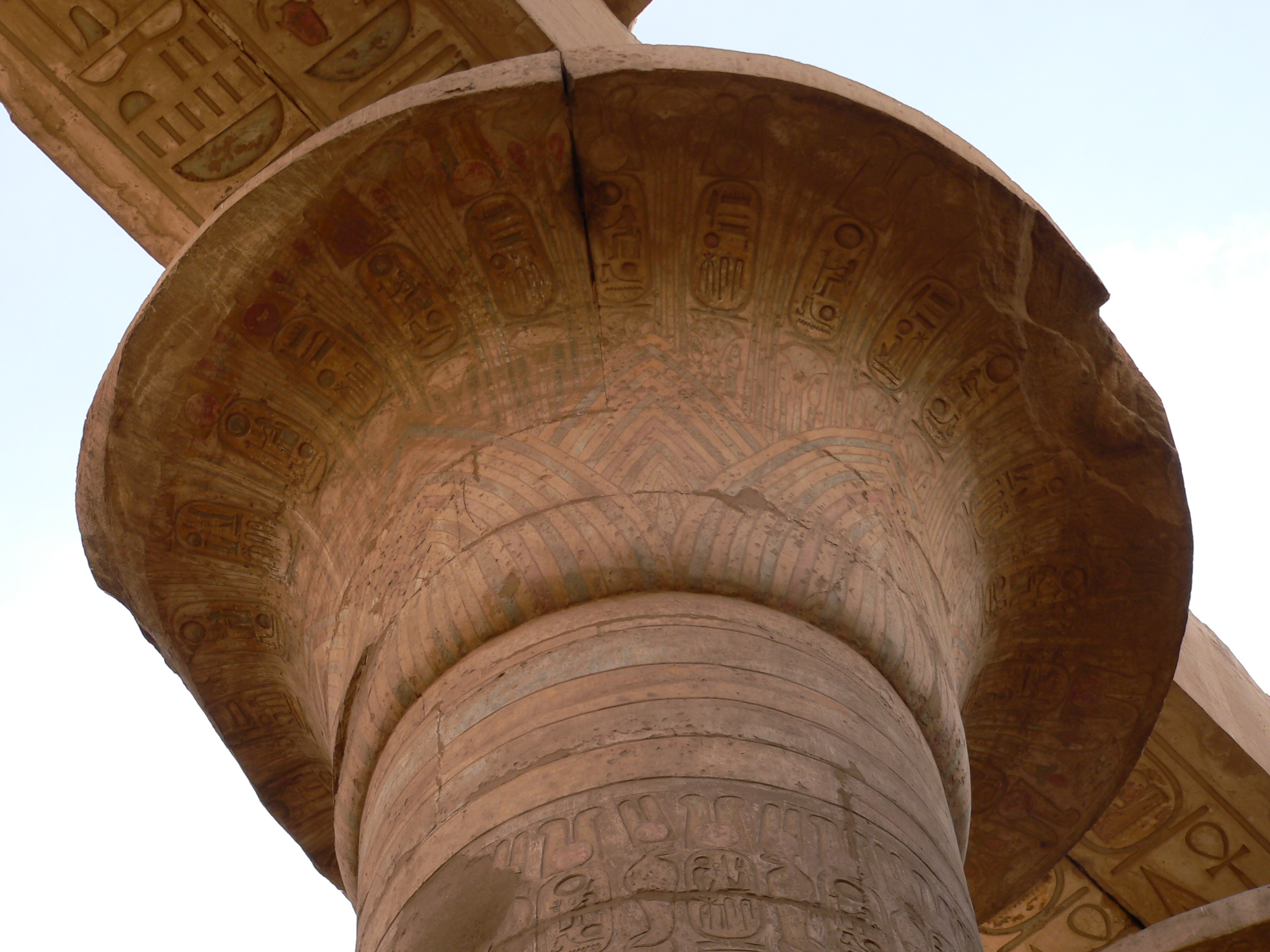
kapiteel van een open papyruszuil in de hypostyle zaal van de Amontempel te Karnak

De Papyruszuil was een wijdverspreide zuil die gebruikt werd in de Oud-Egyptische architectuur. Ze stelde een papyrusplant voor. Hierbij kon het gaan om een enkele of een hele bundel. Het kapiteel kon een gesloten of open bloem hebben. De gesloten papyruszuil komt het eerst voor in de tempel van Sahoere en de open papyruszuil verschijnt reeds in het tempelcomplex van Djoser. Beide types kennen een evolutie doorheen de geschiedenis en een kenner kan ze meestal in de juiste periode indelen. Mooie voorbeelden vinden we in Karnak en het Ramesseum